# Filosofia continental

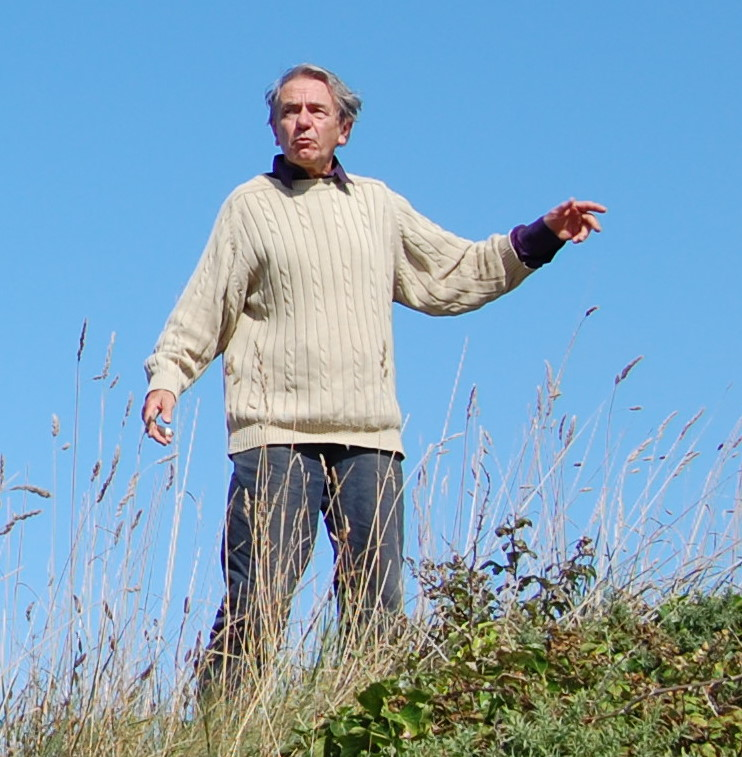
O estilo próprio do intelectual descolado, exótico e engajado, em contraste ao pensador analítico conservador e acadêmico, tem sido frequente nas imagens comuns da filosofia continental.

Filosofia continental é um termo de origem Anglo-Americana utilizado para denominar a filosofia não-analítica. Popularizou-se no âmbito da filosofia acadêmica analítica como um conjunto vagamente organizado de tendências filosóficas contemporâneas da europa continental, às vezes acompanhado de uma desqualificação do valor filosófico dessas produções, em comparação com os critérios da análise filosófica britânica. Por esta razão, não há uma definição consensual para o que constitui a 'tradição filosófica continental', com alguns autores até mesmo rejeitando a ideia de uma tradição continental, negando qualquer coerência interna entre essas tendências, e afirmando alternativamente que se trata mais de uma divisão cultural, acadêmica e histórica do que propriamente filosófica.
Alguns pensadores comumente identificados como exemplos de filósofos continentais são - Hegel, Marx, Nietzsche, Husserl, Heidegger, Sartre, Gadamer, Derrida, Michel Foucault e Baudrillard. São também listadas como correntes continentais o hegelianismo, Marxismo, estruturalismo, pós-estruturalismo, a desconstrução, teoria crítica, hermenêutica, fenomenologia e o pós-modernismo. Críticas levantadas contra essas tentativas de organização da filosofia continental apontam, entre outras coisas, que são deixadas de fora correntes que foram relevantes no meio filosófico do continente mas não cativaram a atenção Anglo-Americana - entre elas o Personalismo, a Epistemologia Francesa, a Neoescolástica e outras formas de filosofia católica, por exemplo. É também criticada a forma como a ênfase na divisão entre filosofia analítica/continental torna invisíveis as inspirações comuns e intersecções entre ambas, como é o caso da fenomenologia, que apesar de citada como um projeto distintamente continental, está presente em autores analíticos centrais, como J. L. Austin, Gilbert Ryle e Ludwig Wittgenstein.
Entretanto, apesar da origem e das críticas ao termo, a ideia de filosofia continental tem sido reividicada de maneira positiva por novos filósofos tanto dentro do espaço familiarmente continental quanto no ambiente acadêmico de hegemonia anaítica. Alguns filósofos franceses contemporâneas tem se descrito como continentais. No ambiente anglofóno, uma filosofia continental local é apresentada como uma nova onda na filosofia contemporânea.